# هوچفیخت
هوچفیخت (به لاتین: Hochficht) یک کوه در جمهوری چک است که در هورنی پلانا واقع شده‌است.